# Скуратов, Сергей Михайлович
Сергей Михайлович Скуратов (10 апреля 1905 — 25 октября 1968 года, Москва) — советский химик, профессор МГУ им. М. В. Ломоносова, декан химического факультета МГУ в 1961—1962 годах.

## Молодые годы, образование
После окончания химического факультета МГУ в 1929 году С. М. Скуратов остался работать на факультете, проводил научные исследования в термохимической лаборатории под руководством профессоров И. А. Каблукова и М. М. Попова. Исследования Скуратова С. М. охватывали крупные направления в термохимии. Он занимался определением теплоемкостей, теплот испарения, исследованием смешанных кристаллов калориметрическими методами, измерением тепловых эффектов процесса старения сплавов, теплот смачивания волокон. В 1937 году защитил кандидатскую диссертацию на тему « Методика определения средней теплоемкости твердых и жидких веществ в массивном калориметре». В августе 1941 года был призван на фронт. Незадолго до завершения Великой Отечественной войны был комиссован по болезни в звании майор.

## Дальнейшие исследования и их значения
Такие направления, как термохимическое изучение реакций полимеризации и определение теплоты сгорания, легли в основу докторской диссертации «Термохимическое исследование полимеризации лактамов», которую Скуратов С. М. защитил в 1953 году. В 1956 году Скуратов С. М. возглавил лабораторию им В. Ф. Лугинина. Переезд в новое здание (1953) на Ленинских горах послужил толчком для полного переоборудования лабораторий, замены устаревшего к тому времени оборудования. С этого момента особое внимание Скуратовым С. М. уделялось термохимии соединений бора и твердых фаз переменного состава, работам по определению энтальпий образования галогенорганических соединений и термохимии растворов. Профессор химического факультета (1956) был большим специалистом в области калориметрических измерений. Так, Скуратовым С. М. была сконструирована самоуплотняющаяся калориметрическая бомба «перевернутого типа». Предложенная конструкция получила широкое распространение и использовалась во многих лабораториях СССР, где производились определения энергий сгорания. Дальнейшая модификация аппаратуры заключалась в совершенствовании средств измерения температуры, техники проведения калориметрического опыта и аналитической части термохимического эксперимента. За время работы на химическом факультете опубликовал 150 научных трудов, подготовил 20 кандидатов и 3 докторов наук.

## Научно-организационная деятельность
Скуратов С. М. был общепризнанным лидером советских термохимиков, и в значительной мере благодаря его усилиям и энергии во многих лабораториях Советского Союза быстро повышался уровень калориметрических измерений и класс их точности. Сергей Михайлович был инициатором созыва всесоюзных калориметрических конференций и выполнял громадную работу по их организации.
Он занимал должность декана химического факультета (1961—1962 г.), заместителя председателя Комиссии по химической термодинамике АН СССР, на протяжении многих лет руководил химическим отделом издательства «Иностранная литература», был членом Научно — технического совета Министерства высшего образования СССР, ответственным редактором журнала «Вестник МГУ».
С. М. Скуратов читал курс по термохимии для студентов МГУ, специализирующихся в этой области, проводил индивидуальные занятия с каждым из студентов и аспирантов, работающих в лаборатории. Педагогическая работа Сергея Михайловича сыграла большую роль в издании учебника «Термохимия» (1964—1966 гг.), в основу которого был положен специальный курс лекций для студентов и двух учебных пособий для студенческого практикума (1951 и 1964гг.).
Похоронен в Москве на Калитниковском кладбище, участок 9.

## Награды
1. Орден «Знак почета»,
2. Медаль «За оборону Москвы»
3. Медаль «За боевые заслуги»,
4. Медаль «За победу над Германией в Великой Отечественной войне 1941—1945 гг.».